# Ellen
Ellen, originalmente intitulado These Friends of Mine na primeira temporada, é uma série de televisão estadunidense, do gênero sitcom, exibida pela rede ABC entre 29 de março de 1994 e 22 de julho de 1998, totalizando 5 temporadas e 109 episódios.
O personagem-título do seriado é Ellen Morgan, - interpretada pela comediante Ellen DeGeneres -, uma neurótica dona de uma livraria, nos seus trinta e poucos anos de idade. O seriado mostrava os problema de Ellen com seus amigos, sua estranha família e de sua vida diária.
Em 1997, Ellen fez história na televisão quando ambas, personagem e atriz, se assumiram como homossexuais. A revelação causou grande controvérsia, levando a ABC a colocar avisos antes começo do programa para "alertar os pais sobre a natureza do programa".
Ellen era um sucesso de crítica e público em suas primeiras temporadas. No entanto, depois da revelação das Ellens, a audiência do seriado começou a cair bastante, o que muitos atribuem ao fato de que o show se tornou muito "gay" de uma hora para a outra, sem que o público pudesse se acostumar. O programa acabou por ser cancelado em 1998, após cinco temporadas no ar.
Em 2003, Ellen DeGeneres voltou a fazer sucesso na televisão após a estreia de seu aclamado talk show. Com isso, o canal a cabo Lifetime comprou os direitos do programa e começou a reprisá-lo nas manhãs de domingo. O controverso episódio em que Ellen se revela como sendo gay não foi ao ar. Então, o canal a cabo de Oprah Winfrey, o Oxygen, também comprou os direitos do programa e transmitiu-o em sua forma completa. No Reino Unido, o programa vai ao ar pela ABC-1, também canal a cabo.